# Javi García
Pour les articles homonymes, voir Francisco García, García, Francisco Javier Fernández (homonymie) et Fernández.
Francisco Javier García Fernández, dit Javi García (né le 8 février 1987 à Mula), est un ancien footballeur international espagnol évoluant au poste de milieu défensif et pouvant aussi jouer au poste de défenseur central. Il est le cousin de l'ancien joueur de Liverpool FC, Luis García.

## Carrière

### Carrière en club

#### Benfica Lisbonne (2009-2012)
Il est transféré au Benfica Lisbonne lors du mercato de l'été 2009  pour 5 ans et 7 M€. Sa clause libératoire est de 30 M€. Dès son arrivée, Javi Garcia réussit à s'imposer en tant que milieu défensif et devient l'un des artisans de la conquête du championnat portugais aux côtés de Luisão, Óscar Cardozo, Ángel Di María, Ramires ainsi que David Luiz. Après cette première saison couronnée de succès, Javi Garcia parvient à confirmer en devenant une référence à son poste, dans le championnat portugais. Grâce à ses performances, les dirigeants portugais lui proposeront une prolongation qu'il signera se voyant ainsi lié au club lisboète pour 2 ans supplémentaires, une augmentation de salaire ainsi qu'une clause libératoire passant de 30 à 50 millions d'euros.
Le 26 mai 2012, Javi García débute avec l'Espagne de Vicente del Bosque lors d'un match amical face à la Serbie.

#### Manchester City (2012-2014)
Le 31 août 2012, le joueur espagnol est transféré vers Manchester City.
Le 15 septembre 2012, il inscrit son premier but pour sa premières apparition sous ses nouvelles couleurs en championnat contre Stoke City.

#### Zénith Saint-Pétersbourg (2014-2017)
Le 14 août 2014, il quitte Manchester City pour le Zénith Saint-Pétersbourg pour les cinq prochaines saisons. Le montant du transfert est de 16M€.

#### Real Betis (2017-2020)
Le 14 août 2017, il rejoint le Betis pour un contrat de trois ans. Il quitte le club en 2020.

#### Boavista FC (2020-2022)
Il signe en 2020 au Boavista FC où il a signé un contrat de 3 ans.
il prend sa retraite le 22 juin 2022.

## Statistiques
| Saison                | Club                     | Championnat           | Championnat | Championnat | Coupe nationale | Coupe nationale | Coupe de la Ligue | Coupe de la Ligue | Supercoupe | Supercoupe | Compétition(s) continentale(s) | Compétition(s) continentale(s) | Compétition(s) continentale(s) | Total | Total |
| Saison                | Club                     | Division              | M.          | B.          | M.              | B.              | M.                | B.                | M.         | B.         | Comp.                          | M.                             | B.                             | M.    | B.    |
| 2004-2005             | Real Madrid              | Liga                  | 3           | 0           | -               | -               | -                 | -                 | -          | -          | C1                             | -                              | -                              | 3     | 0     |
| 2005-2006             | Real Madrid              | Liga                  | -           | -           | -               | -               | -                 | -                 | -          | -          | C1                             | 1                              | 0                              | 1     | 0     |
| 2006-2007             | Real Madrid              | Liga                  | -           | -           | -               | -               | -                 | -                 | -          | -          | C1                             | 1                              | 0                              | 1     | 0     |
| Sous-total            | Sous-total               | Sous-total            | 3           | 0           | -               | -               | -                 | -                 | -          | -          | -                              | 2                              | 0                              | 5     | 0     |
| 2007-2008             | CA Osasuna               | Liga                  | 25          | 2           | -               | -               | -                 | -                 | -          | -          | -                              | -                              | -                              | 25    | 2     |
| Sous-total            | Sous-total               | Sous-total            | 25          | 2           | -               | -               | -                 | -                 | -          | -          | -                              | -                              | -                              | 25    | 2     |
| 2008-2009             | Real Madrid              | Liga                  | 15          | 0           | 2               | 0               | -                 | -                 | 1          | 0          | C1                             | 3                              | 0                              | 21    | 0     |
| Sous-total            | Sous-total               | Sous-total            | 15          | 0           | 2               | 0               | -                 | -                 | 1          | 0          | -                              | 3                              | 0                              | 21    | 0     |
| 2009-2010             | Benfica Lisbonne         | Primeira Liga         | 26          | 3           | -               | -               | 4                 | 0                 | -          | -          | C3                             | 14                             | 1                              | 44    | 4     |
| 2010-2011             | Benfica Lisbonne         | Primeira Liga         | 24          | 2           | 3               | 1               | 4                 | 4                 | -          | -          | C1+C3                          | 6+7                            | 1+0                            | 44    | 8     |
| 2011-2012             | Benfica Lisbonne         | Primeira Liga         | 22          | 1           | 1               | 0               | 4                 | 0                 | -          | -          | C1                             | 12                             | 1                              | 39    | 2     |
| Sous-total            | Sous-total               | Sous-total            | 72          | 6           | 4               | 1               | 12                | 4                 | -          | -          | -                              | 39                             | 3                              | 127   | 14    |
| 2012-2013             | Manchester City          | Premier League        | 24          | 2           | 4               | 0               | -                 | -                 | -          | -          | C1                             | 5                              | 0                              | 33    | 2     |
| 2013-2014             | Manchester City          | Premier League        | 29          | 0           | 4               | 0               | 6                 | 0                 | -          | -          | C1                             | 4                              | 0                              | 43    | 0     |
| Sous-total            | Sous-total               | Sous-total            | 72          | 6           | 8               | 0               | 6                 | 0                 | -          | -          | -                              | 9                              | 0                              | 95    | 6     |
| 2014-2015             | Zenith Saint-Petersbourg | Premier-Liga          | 24          | 3           | 1               | 0               | -                 | -                 | -          | -          | C1+C3                          | 6+5                            | 0+0                            | 36    | 3     |
| 2015-2016             | Zenith Saint-Petersbourg | Premier-Liga          | 26          | 2           | 5               | 1               | -                 | -                 | 1          | 0          | C1                             | 6                              | 0                              | 38    | 3     |
| 2016-2017             | Zenith Saint-Petersbourg | Premier-Liga          | 22          | 1           | 2               | 0               | -                 | -                 | 1          | 0          | C3                             | 7                              | 0                              | 32    | 1     |
| 2017-2018             | Zenith Saint-Petersbourg | Premier-Liga          | 1           | 0           | -               | -               | -                 | -                 | -          | -          | C3                             | 2                              | 0                              | 3     | 0     |
| Sous-total            | Sous-total               | Sous-total            | 73          | 6           | 8               | 1               | -                 | -                 | 2          | 0          | -                              | 26                             | 0                              | 109   | 7     |
| 2017-2018             | Real Betis               | Liga                  | 32          | 1           | 1               | 0               | -                 | -                 | -          | -          | -                              | -                              | -                              | 33    | 1     |
| 2018-2019             | Real Betis               | Liga                  | -           | -           | -               | -               | -                 | -                 | -          | -          | C3                             | 1                              | 0                              | 1     | 0     |
| Sous-total            | Sous-total               | Sous-total            | 32          | 1           | 1               | 0               | -                 | -                 | -          | -          | -                              | 1                              | 0                              | 34    | 1     |
| Total sur la carrière | Total sur la carrière    | Total sur la carrière | 275         | 17          | 23              | 2               | 18                | 4                 | 3          | 0          | -                              | 80                             | 3                              | 399   | 26    |

## Palmarès

### En club
Real Madrid
- Supercoupe d'Espagne
  - Vainqueur : 2008

 Real Madrid Castilla
- Champion de Segunda División B
  - Champion : 2005.

 Benfica Lisbonne
- Liga NOS
  - Vainqueur : 2010
- Coupe de la Ligue
  - Vainqueur : 2010 et 2011

 Manchester City
- Premier League
  - Vainqueur : 2014
- Coupe de la Ligue
  - Vainqueur : 2014

 Zénith Saint-Pétersbourg
- Championnat de Russie
  - Vainqueur : 2015
- Coupe de Russie
  - Vainqueur : 2016

### Sélection
Espagne
- Vainqueur du Championnat d'Europe de football des moins de 19 ans : 2006.